# Higashimurayama
Higashimurayama (jap. 東村山市 Higashimurayama-shi) – miasto w Japonii, na wyspie Honsiu, w aglomeracji Tokio. Ma powierzchnię 17,14 km². W 2020 r. mieszkało w nim 151 941 osób, w 68 281 gospodarstwach domowych  (w 2010 r. 153 365 osób, w 64 437 gospodarstwach domowych). Ośrodek przemysłu spożywczego i elektromaszynowego.
1 kwietnia 1964 roku Higashimurayama-chō została przemianowana na Higashimurayama-shi.

## Miasta partnerskie
- Stany Zjednoczone: Independence (1978)
- Japonia: Kashiwazaki (1996)
- Chińska Republika Ludowa: Suzhou (2004)